# Normvertrag
Der Normvertrag ist eine in Deutschland für alle Verlage verbindliche Rahmenvereinbarung, die alle Aspekte eines Verlagsvertrages für Autoren berücksichtigt.

## Inhalt
Der Normvertrag regelt die Struktur der Vergütung von Autoren, nicht aber deren konkrete Höhe. So werden in ihm u. a. exakt der Vertragsgegenstand benannt, Rechtseinräumungen z. B. für Übersetzungen geklärt sowie die Absatzhonorare der Verlagsausgaben festgeschrieben. Letzteres kann ein „garantiertes Mindesthonorar“ je angefangene Druckseite sowie einen prozentualen Anteil am Ladenverkaufspreis (Tantiemen) je verkauftes Buchexemplar umfassen.

## Geschichte
Nach seiner Gründung 1969 war eines der Hauptanliegen des Verbandes deutscher Schriftstellerinnen und Schriftsteller (VS) der Abschluss eines sogenannten „Normvertrages“ mit dem Börsenverein des Deutschen Buchhandels, auf den sich beide Seiten 1978 schließlich auch geeinigt haben. Der Normvertrag ist seither eine für alle Verlage verbindliche Rahmenvereinbarung, ergänzt vom 2002 neugefassten Urhebervertragsrecht. Im Lauf der Jahre wurde der Normvertrag immer wieder den veränderten Bedingungen angepasst, zuletzt am 23. Januar 2014.
Darüber hinaus wurden von Verlagen und dem Verband deutschsprachiger Übersetzer literarischer und wissenschaftlicher Werke e.V. sowie dem VS / Bundessparte Übersetzer auch „Gemeinsame Vergütungsregeln für Übersetzungen“ aufgestellt, die seit dem 1. April 2014  Gültigkeit haben.